# NXT TakeOver: The End
NXT TakeOver: The End foi um evento de luta livre profissional produzido pela WWE e transmitido pelo WWE Network para o seu território de desenvolvimento, o WWE NXT. Ocorreu em 8 de junho de 2016, no Full Sail University em Winter Park, Flórida. Este foi o décimo evento do NXT TakeOver e o segundo a acontecer em 2016.

## Antes do evento
NXT TakeOver: The End teve combates de luta livre profissional de diferentes lutadores com rivalidades e histórias pré-determinadas, que se desenvolveram no WWE NXT, programa do território de desenvolvimento da WWE que é transmitido pelo WWE Network. Os lutadores interpretaram um vilão ou um mocinho seguindo uma série de eventos para gerar tensão, culminando em várias lutas.

## Resultados
| Nº                                          | Resultados                                                                                       | Estipulações                                   | Tempo |
| ------------------------------------------- | ------------------------------------------------------------------------------------------------ | ---------------------------------------------- | ----- |
| 1                                           | Andrade "Cien" Almas derrotou Tye Dillinger                                                      | Luta individual                                | 5:22  |
| 2                                           | The Revival (Scott Dawson e Dash Wilder) derrotou American Alpha (Jason Jordan e Chad Gable) (c) | Luta de duplas pelo NXT Tag Team Championship  | 16:00 |
| 3                                           | Shinsuke Nakamura derrotou Austin Aries                                                          | Luta individual                                | 17:05 |
| 4                                           | Asuka (c) derrotou Nia Jax                                                                       | Luta individual pelo NXT Women's Championship  | 9:12  |
| 5                                           | Samoa Joe (c) derrotou Finn Bálor                                                                | Luta em uma jaula de aço pelo NXT Championship | 16:10 |
| (c) – Refere-se aos campeões antes da luta. |                                                                                                  |                                                |       |